# Фразеологизъм
Фразеологизмите са устойчиви изрази (фрази), обикновено с преносно значение, употребявани като готова единица в речта, най-вече в разговорната реч и словесното народно творчество.
Фразеологизмите не се образуват в непосредствения процес на езиковото общуване, а се възпроизвеждат като готови речникови единици с единна семантика, която не произлиза пряко от семантиката на образуващите ги думи. Фразеологичните единици се изучават от различни страни, като най-сериозно внимание се обръща на структурата, семантиката и емоционално-оценъчната им натовареност. Особено внимание се обръща на степента на срастване между значенията на съставящите го компоненти. Фразеологичната номинация има по-сложен характер от лексемната номинация. Фразеологизмите не само назовават предмети, явления, качества и
т.н., но едновременно с това ги характеризират, дават им някаква оценка.
Фразеологизмите са присъщи на всеки национален език и на езика на всяка социална и професионална група (жаргон).
Те са обект на изследване на раздела от лексикологията, наречен фразеология.

## Видове
По структура фразеологизмите са два основни вида:
- фразеологизми със структура на изречение

върви ми по мед и масло;
горя от нетърпение.
- фразеологизми със структура на словосъчетание

сизифов труд;
кутията на Пандора;
ахилесова пета.